# 高良崚太
高良 崚太（たから りょうた、1999年1月22日 - ）は、日本の男性声優。アンバーノート所属。

## 来歴
高校3年生のとき、受験勉強の休憩中にアニメ『ソードアート・オンライン』を見て、松岡禎丞に憧れたことがきっかけで声優を志すようになる。
｢あこがれの松岡さんが卒業された学校で同じことを学んでみたい｣という思いから、代々木アニメーション学院に進学。代々木アニメーション学院主催のドラフトオーディションにてビーボ所属のタレントとなった。
2021年、初出演で『フットサルボーイズ!!!!!』の主人公・大和晴役を務める。
2022年、所属していたビーボが3月31日をもって廃業したことに伴い、翌4月1日付でアンバーノート所属となる。

## 人物
自らが演じる大和晴に対し、壁にぶつかっても持ち前の元気さと熱さで乗り越えていく性格が自分にそっくりだと発言していたり、共演者からも｢晴そのものだよね｣と言われているほど性格が似ている。
趣味は温泉、スニーカー集め。特技はバスケット、スキー好きな食べ物には唐揚げを挙げている。。
目標とする先輩は松岡禎丞で、高校3年生の時にTVアニメ『ソードアート・オンライン』を見て松岡に憧れたことがきっかけで松岡の卒業校である代々木アニメーション学院に進学したという。

## 出演
太字はメインキャラクター。

### テレビアニメ
- フットサルボーイズ!!!!!（2022年、大和晴[9]）
- シャドウバースF（2022年、男子）

### ゲーム
- フットサルボーイズ!!!!! ハイファイリーグ（2021年、大和晴[4]）

## ディスコグラフィ

### キャラクターソング
| 発売日       | 商品名                                           | 歌 | 楽曲                    | 備考                                                     |
| ------------ | ------------------------------------------------ | --- | ----------------------- | -------------------------------------------------------- |
| 2022年2月9日 | フットサルボーイズ!!!!! プレイヤーソングアルバム | フットサルボーイズ!!! | 「Higher Goals」        | ゲーム『フットサルボーイズ!!!!! ハイファイリーグ』主題歌 |
| 2022年2月9日 | フットサルボーイズ!!!!! プレイヤーソングアルバム | 大和晴（高良崚太）、榊星一郎（石森周斗）、月丘柊依（吉原康平）、幸永椿貴（山口諒太郎）、南雲竜（古田一紀）、天門泰雅（坂井易直） | 「Always Shine Bright」 | 『フットサルボーイズ!!!!!』関連曲                        |

### ユニットメンバー
1. ↑  大和晴（高良崚太）、榊星一郎（石森周斗）、月丘柊依（吉原康平）、幸永椿貴（山口諒太郎）、南雲竜（古田一紀）、天門泰雅（坂井易直）、樫良木ルイ（峯田大夢）、結城心（新井雄也）、久我巧生（村上聡）、花山院快斗（馬場惇平）、京極聖（宮瀬尚也）、二葉ともえ（山本智哉）、昂守希（佐久間貴生）、十河夏輝（千葉瑞己）、相庭京介（浦和希）、花村理央（多田啓太）、鞍馬雪丸（上村源）、桐生蓮（TAKA）、白河瞬（岡延明）、橘藤吾（大海将一郎）、今園彩人（森永彩斗）、水無瀬亜佐（菊池勇成）、秋月奏夜（津田拓也）、朝比奈碧（奥山敬人）、天王寺刻成（川島慶嗣）、世良龍太朗（下川草介）、水無瀬涼佑（石井孝英）、ガルシア・エミリオ（小塚亮輔）、蓮美朔（木津つばさ）